# الأوكسينيا (انعدام الأكسجين والكبريتية)
تحدث الأوكسينيا (بالإنجليزية: Euxinia) أو الظروف الإيجابية (بالإنجليزية: Euxinic Conditions) عندما يكون الماء خاليًا من الأكسجين والكبريتيد. وهذا يعني عدم وجود الأكسجين (O2) وارتفاع مستوى كبريتيد الهيدروجين الحر (H2S). غالبًا ما تكون المسطحات المائية الأوكسينية طبقية بقوة؛ ولها طبقة سطحية رقيقة عالية الإنتاجية وأكسجين؛ وتحتوي على مياه سفلية خالية من الأكسجين والكبريتيد. كلمة «يوكسينيا» مشتقة من الاسم اليوناني للبحر الأسود (Εὔξεινος Πόντος) والذي يُترجم إلى «بحر مضياف». المياه العميقة الإوكسينية هي مكون رئيسي لمحيط كانفيلد، وهو نموذج للمحيطات خلال جزء من الدهر البروتيروزوي (الجزء المعروف على وجه التحديد باسم المليار الممل) اقترحه دونالد كانفيلد، الجيولوجي الأمريكي، في عام 1998. لا يزال هناك جدل داخل المجتمع العلمي حول مدة وتكرار الظروف البيئية في المحيطات القديمة. تعتبر نباتات اليوكسينيا نادرة نسبيًا في المسطحات المائية الحديثة، ولكنها لا تزال موجودة في أماكن مثل البحر الأسود وبعض المضايق.

## الخلفية
توجد الكائنات الحية الدقيقة الأكثر شيوعًا في محيطات الأرض القديمة، ولكن توزيعها وتكرار حدوثها لا يزالان قيد المناقشة. كان النموذج الأصلي هو أنه كان ثابتًا تمامًا لمدة مليار سنة تقريبًا. وقد تساءلت بعض التحليلات التلوية عن كيفية استناد الظروف البيئية المستمرة إلى رواسب صغيرة نسبيًا من الصخر الزيتي الأسود في فترة كان من المفترض فيها أن يحافظ المحيط نظريًا على المزيد من المواد العضوية.
قبل وقوع حدث الأكسجين العظيم منذ حوالي 2.3 مليار سنة، كان هناك القليل من الأكسجين الحر إما في الغلاف الجوي أو في المحيط. كان من المعتقد في الأصل أن المحيط يتراكم فيه الأكسجين بعد فترة وجيزة من قيام الغلاف الجوي بذلك، ولكن هذه الفكرة تحدىها كانفيلد في عام 1998 عندما اقترح أنه بدلاً من أن يصبح المحيط العميق مؤكسدًا، فإنه يصبح كبريتيديًا. وتستند هذه الفرضية جزئيا على اختفاء التكوينات الحديدية المخططة من السجلات الجيولوجية منذ 1.8 مليار سنة. زعم كانفيلد أنه على الرغم من دخول كمية كافية من الأكسجين إلى الغلاف الجوي لتآكل الكبريتيدات في الصخور القارية، إلا أنه لم يكن هناك ما يكفي من الأكسجين ليختلط بالمحيط العميق. ومن شأن هذا أن يؤدي إلى محيط عميق خالٍ من الأكسجين مع زيادة تدفق الكبريت من القارات. كان الكبريت يعمل على نزع أيونات الحديد من مياه البحر، مما أدى إلى تكوين كبريتيد الحديد (البيريت)، والذي تم دفن جزء منه في النهاية. عندما أصبح الكبريتيد هو العامل الرئيسي المختزل للمحيطات بدلاً من الحديد، أصبحت المياه العميقة غنية بالعناصر الغذائية. وقد أصبح هذا ما يُعرف بمحيط كانفيلد، وهو نموذج مدعوم بزيادة وجود δ34S في البيريت الرسوبي واكتشاف أدلة على أول تبخرات الكبريتات.
غالبًا ما تحدث حالات نقص الأكسجين والكبريتيد معًا. في ظل الظروف الخالية من الأكسجين، تقوم البكتيريا اللاهوائية المختزلة للكبريتات بتحويل الكبريتات إلى كبريتيد، مما يخلق ظروفًا كبريتية. كان ظهور هذا المسار الأيضي مهمًا جدًا في المحيطات قبل الأكسجين لأن التكيفات مع البيئات غير الصالحة للسكن أو «السامة» مثل هذه ربما لعبت دورًا في تنويع حقيقيات النوى والأوليات المبكرة في عصر ما قبل الفانروزوي.
لا تزال الأسماك الصغيرة تعيش أحيانًا حتى يومنا هذا، وخاصة في البحيرات الميروميتية والأحواض المتجمدة مثل البحر الأسود وبعض المضايق. إنه أمر نادر في العصر الحديث؛ حيث أن أقل من 0.5% من قاع البحر اليوم يحتوي على مواد عضوية.

## الأسباب

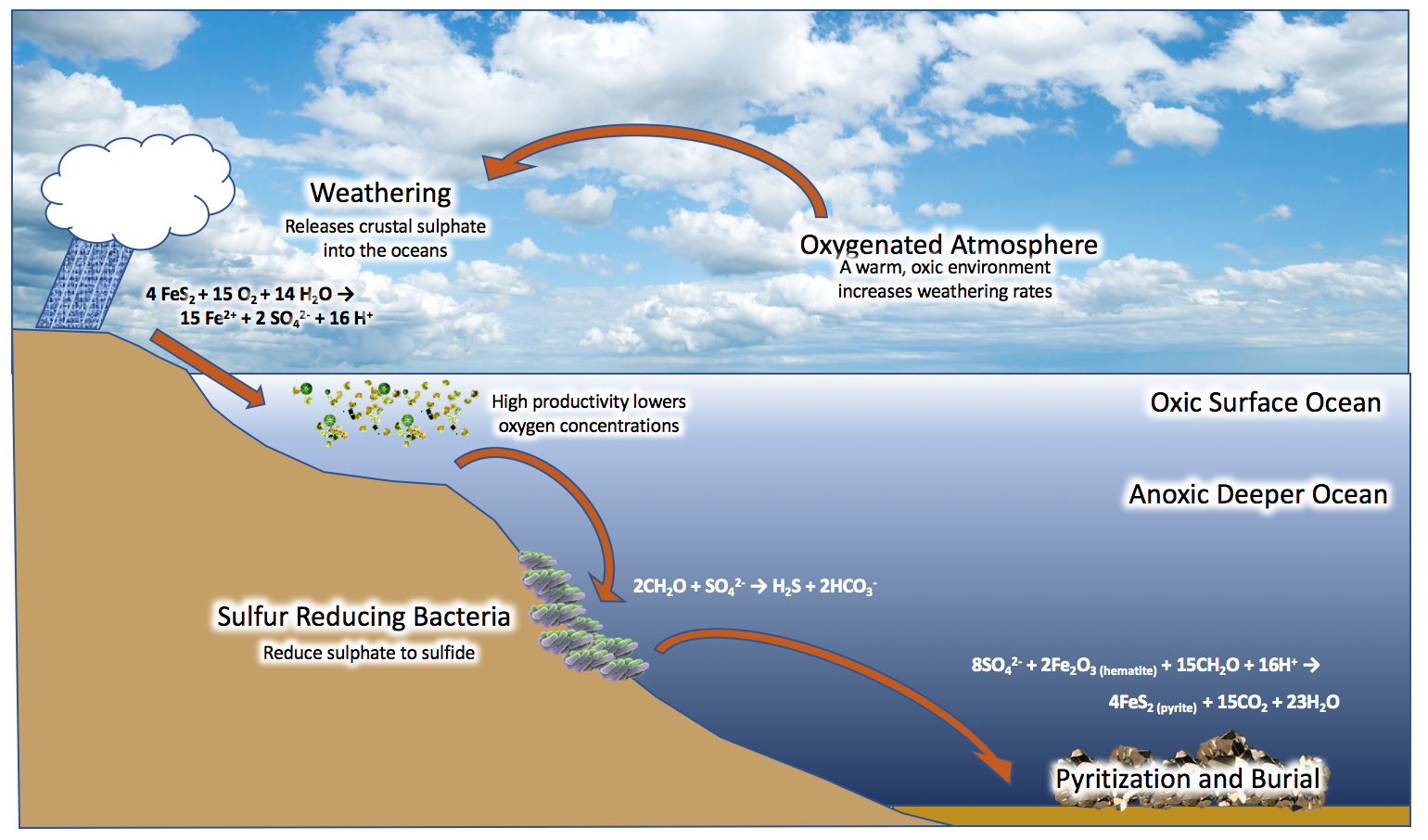
رسم تخطيطي لآليات وجود الكائنات الحية الدقيقة في محيط كانفيلد

المتطلبات الأساسية لتكوين الظروف المؤكسدة هي غياب الأكسجين (O 2)، ووجود أيونات الكبريتات (SO 4 2−)، والمواد العضوية (CH 2 O)، والبكتيريا القادرة على اختزال الكبريتات إلى كبريتيد الهيدروجين (H 2 S). تستغل البكتيريا إمكانات الأكسدة والاختزال للكبريتات كمؤكسد والمادة العضوية كمختزل لتوليد الطاقة الكيميائية من خلال التنفس الخلوي. يمكن تمثيل الأنواع الكيميائية ذات الاهتمام من خلال التفاعل:
2CH2O + SO42− → H2S + 2HCO3−
في التفاعل أعلاه، تم تقليل الكبريت لتكوين المنتج الثانوي كبريتيد الهيدروجين، وهو المركب المميز الموجود في الماء في ظل الظروف البيئية. على الرغم من حدوث عملية اختزال الكبريتات في المياه في جميع أنحاء العالم، إلا أن معظم الموائل المائية الحديثة أصبحت مؤكسجة بسبب الإنتاج الضوئي للأكسجين وتبادل الغازات بين الغلاف الجوي ومياه السطح. غالبًا ما يقتصر انخفاض الكبريتات في هذه البيئات على حدوثه في رواسب قاع البحر التي تحتوي على تدرج أكسدة قوي وتصبح خالية من الأكسجين على عمق معين أسفل واجهة الرواسب والماء. في المحيط، معدل هذه التفاعلات غير محدود بواسطة الكبريتات، والتي كانت موجودة بكميات كبيرة في جميع أنحاء المحيطات منذ 2.1 مليار سنة. أدى حدث الأكسجين العظيم إلى زيادة تركيزات الأكسجين في الغلاف الجوي بحيث أصبح التجوية التأكسدية للكبريتيدات مصدرًا رئيسيًا للكبريتات في المحيط. على الرغم من وجود أيونات الكبريتات بكثرة في المحلول، إلا أنها لا تستخدم بشكل تفضيلي من قبل معظم البكتيريا. لا يعطي اختزال الكبريتات نفس القدر من الطاقة للكائن الحي مثل اختزال الأكسجين أو النترات، لذلك يجب أن تكون تركيزات هذه العناصر الأخرى قريبة من الصفر حتى تتمكن البكتيريا المختزلة للكبريتات من التنافس مع البكتيريا الهوائية والبكتيريا المزيلة للنتروجين. في معظم البيئات الحديثة، تحدث هذه الظروف فقط في جزء صغير من الرواسب، مما يؤدي إلى تركيزات غير كافية من كبريتيد الهيدروجين لتكوين المياه الأوكسينية.
تتضمن الظروف المطلوبة لتكوين اليوكسينيا المستمرة المياه الخالية من الأكسجين، ومستويات عالية من العناصر الغذائية، وعمود مائي طبقي. هذه الظروف ليست شاملة وتستند إلى حد كبير على الملاحظات الحديثة للظواهر الغريبة. من المرجح أن تكون الظروف المؤدية إلى الأحداث البيئية واسعة النطاق والتي أدت إلى حدوثها، مثل محيط كانفيلد، نتيجة لعوامل مترابطة متعددة، وقد تم استنتاج العديد منها من خلال دراسات السجل الجيولوجي في المواقع ذات الصلة. يتأثر تكوين المياه الخالية من الأكسجين ذات المستويات العالية من العناصر الغذائية بمجموعة متنوعة من الظواهر العالمية والمحلية مثل وجود مصائد المغذيات والمناخ الدافئ.

### مصائد المغذيات
من أجل استمرار الظروف البيئية الملائمة، يجب أن تعمل حلقة التغذية الراجعة الإيجابية على إدامة تصدير المواد العضوية إلى المياه السفلية وتقليل الكبريتات في ظل الظروف الخالية من الأكسجين. يتم تصدير المواد العضوية من خلال مستويات عالية من الإنتاج الأولي في المنطقة الضوئية، بدعم من إمداد مستمر من العناصر الغذائية إلى المياه السطحية المؤكسدة. مصدر طبيعي للعناصر الغذائية، مثل الفوسفات (PO43−) يأتي من تجوية الصخور والنقل اللاحق لهذه العناصر الغذائية المذابة عبر الأنهار. في فخ المغذيات، فإن زيادة مدخلات الفوسفات من الأنهار، ومعدلات إعادة تدوير الفوسفات المرتفعة من الرواسب، والخلط الرأسي البطيء في عمود الماء تسمح باستمرار الظروف الملائمة.

#### الجغرافيا

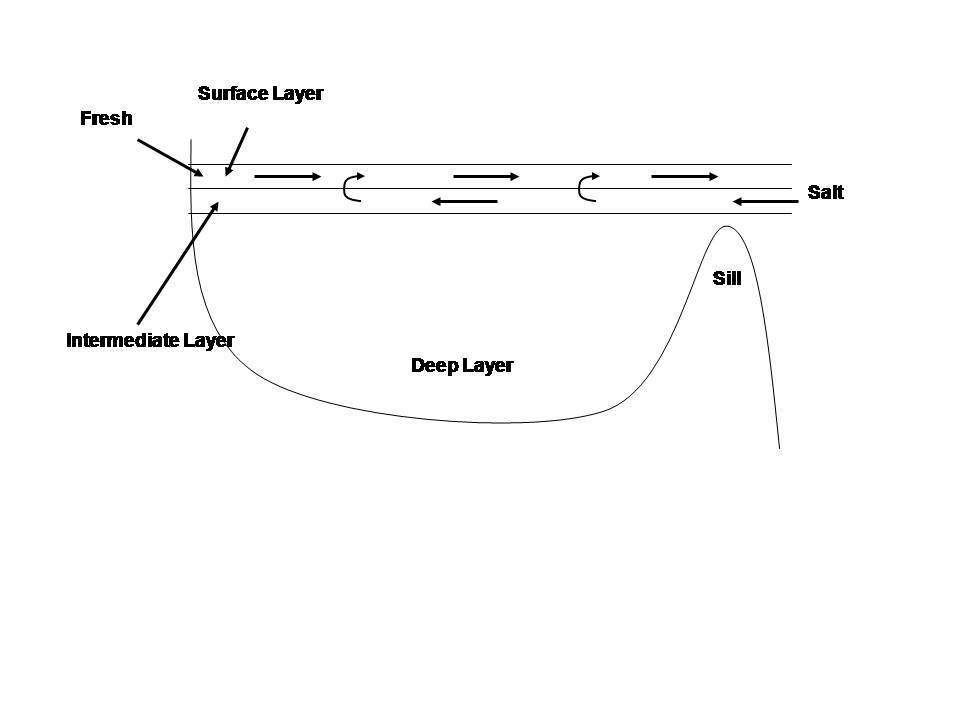
نموذج مبسط لدورة مياه مصبات الأنهار في حوض ذي عتبات. يُصوَّر هنا مسطح مائي ثلاثي الطبقات، وقد تم تبسيطه في المقالة بشكل أكبر بدمج الطبقات المتوسطة والعميقة.

لقد تغير ترتيب القارات بمرور الوقت بسبب الصفائح التكتونية، مما أدى إلى تغير قياس الأعماق في أحواض المحيطات بمرور الوقت أيضًا. يؤثر شكل وحجم الأحواض على أنماط الدورة وتركيز العناصر الغذائية داخلها. أظهرت النماذج العددية التي تحاكي الترتيبات السابقة للقارات أن مصائد المغذيات يمكن أن تتشكل في سيناريوهات معينة، مما يؤدي إلى زيادة التركيزات المحلية للفوسفات وإقامة ظروف بيئية محتملة. على نطاق أصغر، غالبًا ما تعمل الأحواض المسورة كمصائد للمغذيات بسبب دورانها في مصبات الأنهار. تحدث الدورة النهرية حيث يتم تجديد المياه السطحية من مدخلات النهر وهطول الأمطار، مما يتسبب في تدفق المياه السطحية من الحوض، بينما تتدفق المياه العميقة إلى الحوض فوق عتبة النهر. يسمح هذا النوع من الدورة بتطور المياه السفلية الخالية من الأكسجين والغنية بالمغذيات داخل الحوض.

#### التقسيم الطبقي
المياه الطبقية، إلى جانب الاختلاط الرأسي البطيء، ضرورية للحفاظ على الظروف البيئية الملائمة. تحدث الطبقات عندما تشغل كتلتان مائيتان أو أكثر بكثافات مختلفة نفس الحوض. في حين أن المياه السطحية الأقل كثافة يمكنها تبادل الغاز مع الغلاف الجوي الغني بالأكسجين، فإن المياه السفلية الأكثر كثافة تحافظ على محتوى منخفض من الأكسجين. في المحيطات الحديثة، تمنع الدورة الحرارية الملحية وارتفاع المياه المحيطات من الحفاظ على المياه السفلية الخالية من الأكسجين. في الحوض المتدرج، تسمح الطبقات الطبقية المستقرة فقط للمياه السطحية بالتدفق خارج الحوض بينما تظل المياه العميقة خالية من الأكسجين وغير مختلطة نسبيًا. ومع ذلك، أثناء تسلل المياه المالحة الكثيفة، تتصاعد المياه السفلية الغنية بالمغذيات، مما يؤدي إلى زيادة الإنتاجية على السطح، مما يعزز فخ المغذيات بسبب الضخ البيولوجي. يمكن أن يؤدي ارتفاع مستوى سطح البحر إلى تفاقم هذه العملية من خلال زيادة كمية المياه العميقة التي تدخل حوضًا مائيًا وتعزيز الدورة الدموية في مصب النهر.

### ارتفاع درجة حرارة المناخ
يؤدي ارتفاع درجة حرارة المناخ إلى زيادة درجات حرارة سطح المياه مما يؤثر على جوانب متعددة من تكوين المياه البيئية. مع ارتفاع درجة حرارة المياه، تقل قابلية ذوبان الأكسجين، مما يسمح بتكوين مياه عميقة خالية من الأكسجين بسهولة أكبر. بالإضافة إلى ذلك، فإن المياه الأكثر دفئًا تسبب زيادة تنفس المواد العضوية مما يؤدي إلى المزيد من استنزاف الأكسجين. تعمل درجات الحرارة المرتفعة على تعزيز الدورة الهيدرولوجية، مما يؤدي إلى زيادة التبخر من المسطحات المائية، مما يؤدي إلى زيادة هطول الأمطار. ويؤدي هذا إلى ارتفاع معدلات تجوية الصخور وبالتالي ارتفاع تركيزات العناصر الغذائية في تدفقات الأنهار. تسمح العناصر الغذائية بمزيد من الإنتاجية مما يؤدي إلى زيادة الثلوج البحرية وبالتالي انخفاض الأكسجين في المياه العميقة بسبب زيادة التنفس.
وقد تم اقتراح النشاط البركاني أيضًا كعامل في خلق الظروف البيئية الملائمة. يتسبب ثاني أكسيد الكربون (CO 2) المنبعث أثناء انبعاث الغازات البركانية في ظاهرة الاحتباس الحراري العالمي والتي لها تأثيرات متتالية على تكوين الظروف البيئية.

## أدلة على أحداث بيئية

### الصخر الزيتي الأسود

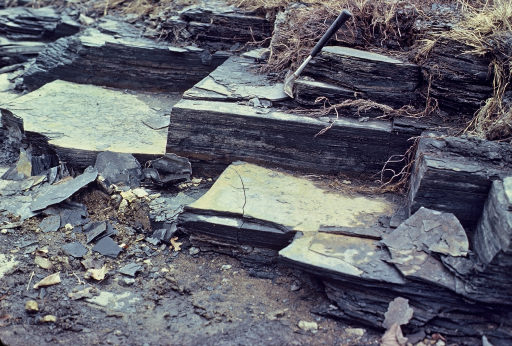
يعتبر الصخر الزيتي الأسود أحد المؤشرات الأولية لنقص الأكسجين وربما نقص الأكسجين

الصخر الزيتي الأسود عبارة عن صخور رسوبية غنية بالمواد العضوية ومتناهية الصغر، وغالبًا ما ترتبط بنقص الأكسجين في المياه السفلية. ويرجع ذلك إلى أن نقص الأكسجين يؤدي إلى إبطاء عملية تحلل المواد العضوية، مما يسمح بدفن أكبر في الرواسب. تشمل الأدلة الأخرى على دفن الصخر الزيتي الأسود بدون أكسجين الافتقار إلى الاضطراب البيولوجي، مما يعني عدم وجود كائنات حية تحفر في الرواسب بسبب عدم وجود الأكسجين للتنفس. ويجب أن يكون هناك أيضًا مصدر للمواد العضوية للدفن، وعادةً ما يكون ذلك من الإنتاج القريب من السطح المؤكسج. تستخدم العديد من الأوراق البحثية التي تناقش الأحداث البيئية القديمة وجود الصخر الزيتي الأسود كمؤشر أولي لمياه القاع الخالية من الأكسجين، ولكن وجودها في حد ذاته لا يشير إلى البيئة البيئية أو حتى نقص الأكسجين القوي. بشكل عام، هناك حاجة إلى إجراء اختبارات جيوكيميائية لتوفير أدلة أفضل على الظروف.

### الكيمياء الجيولوجية
يدرس بعض الباحثين وجود الكائنات البحرية الحية في المحيطات القديمة لأنها كانت أكثر انتشارا في ذلك الوقت مما هي عليه اليوم. نظرًا لأنه لا يمكن ملاحظة المحيطات القديمة بشكل مباشر، يستخدم العلماء الجيولوجيا والكيمياء للعثور على أدلة في الصخور الرسوبية التي تشكلت في ظل ظروف بيئية سيئة. بعض هذه التقنيات تأتي من دراسة الأمثلة الحديثة للطحالب السوداء، في حين أن البعض الآخر مشتق من الكيمياء الجيولوجية. على الرغم من أن البيئات البيئية الحديثة لها خصائص جيوكيميائية مشتركة مع محيطات البيئة البيئية القديمة، إلا أن العمليات الفيزيائية المسببة للبيئة البيئية تختلف على الأرجح بين الاثنين.

#### النظائر
يمكن استخدام نسب النظائر المستقرة لاستنتاج الظروف البيئية أثناء تكوين الصخور الرسوبية. باستخدام القياسات الكيميائية ومعرفة مسارات الأكسدة والاختزال، يمكن لعلماء الجيولوجيا القديمة استخدام نسب النظائر للعناصر لتحديد التركيب الكيميائي للمياه والرواسب عند حدوث الدفن.
تُستخدم نظائر الكبريت بشكل متكرر للبحث عن أدلة على وجود اليوكسينيا القديمة. يوفر انخفاض δ34S في الصخور الزيتية السوداء والصخور الرسوبية دليلاً إيجابياً على ظروف التكوين البيئي. يحتوي البيريت (FeS 2) في الأحواض الأوكسينية عادةً على تركيزات أعلى من نظائر الكبريت الخفيفة مقارنة بالبيريت في المحيط الحديث. يؤدي اختزال الكبريتات إلى كبريتيد إلى تفضيل نظائر الكبريت الأخف (32S) ويصبح مستنفدًا في النظائر الأثقل (34S). يرتبط هذا الكبريتيد الأخف بعد ذلك بـ Fe 2+ لتكوين FeS 2 والذي يتم الحفاظ عليه جزئيًا في الرواسب. في معظم الأنظمة الحديثة، تصبح الكبريتات في النهاية محدودة، وتصبح الأوزان النظيرية للكبريت في كل من الكبريتات والكبريتيد (المحفوظة على شكل FeS 2) متساوية.
يُستخدم الموليبدينوم (Mo)، وهو أيون المعدن الانتقالي الأكثر شيوعًا في مياه البحر الحديثة، أيضًا للبحث عن أدلة على وجود اليوكسينيا. يؤدي تجوية الصخور إلى إدخال MoO 4 2– إلى المحيطات. في ظل الظروف المؤكسدة، يكون MoO 4 2– غير تفاعلي للغاية، ولكن في البيئات الأكسجينية الحديثة مثل البحر الأسود، يترسب الموليبدينوم على شكل أوكسي ثيوموليبدات (MoO 4−x S x 2–). يبدو أن نسبة النظائر للموليبدينوم (δ 97/95 Mo) في الرواسب الأوكسينية أعلى من تلك الموجودة في الظروف المؤكسدة. بالإضافة إلى ذلك، غالبًا ما يرتبط تركيز الموليبدينوم بتركيز المادة العضوية في الرواسب العضوية. لا يزال استخدام Mo للإشارة إلى euxinia قيد المناقشة.

#### إثراء العناصر النزرة
في ظل الظروف البيئية غير القابلة للذوبان، تصبح بعض العناصر النزرة مثل الموليبدينوم، واليورانيوم، والخامس، والكادميوم، والنحاس، والثلث، والنيكل، والأنتيمون، والزنك، غير قابلة للذوبان. وهذا يعني أن الرواسب البيئية تحتوي على كمية أكبر من الشكل الصلب لهذه العناصر مقارنة بمياه البحر الخلفية. على سبيل المثال، يصبح الموليبدينوم والمعادن النزرة الأخرى غير قابلة للذوبان في الظروف الخالية من الأكسجين والكبريتيد، وبالتالي بمرور الوقت تصبح مياه البحر مستنفدة من المعادن النزرة في ظل ظروف اليوكسينيا المستمرة، وتصبح الرواسب المحفوظة غنية نسبيًا بالموليبدينوم والعناصر النزرة الأخرى.

#### المؤشرات الحيوية العضوية

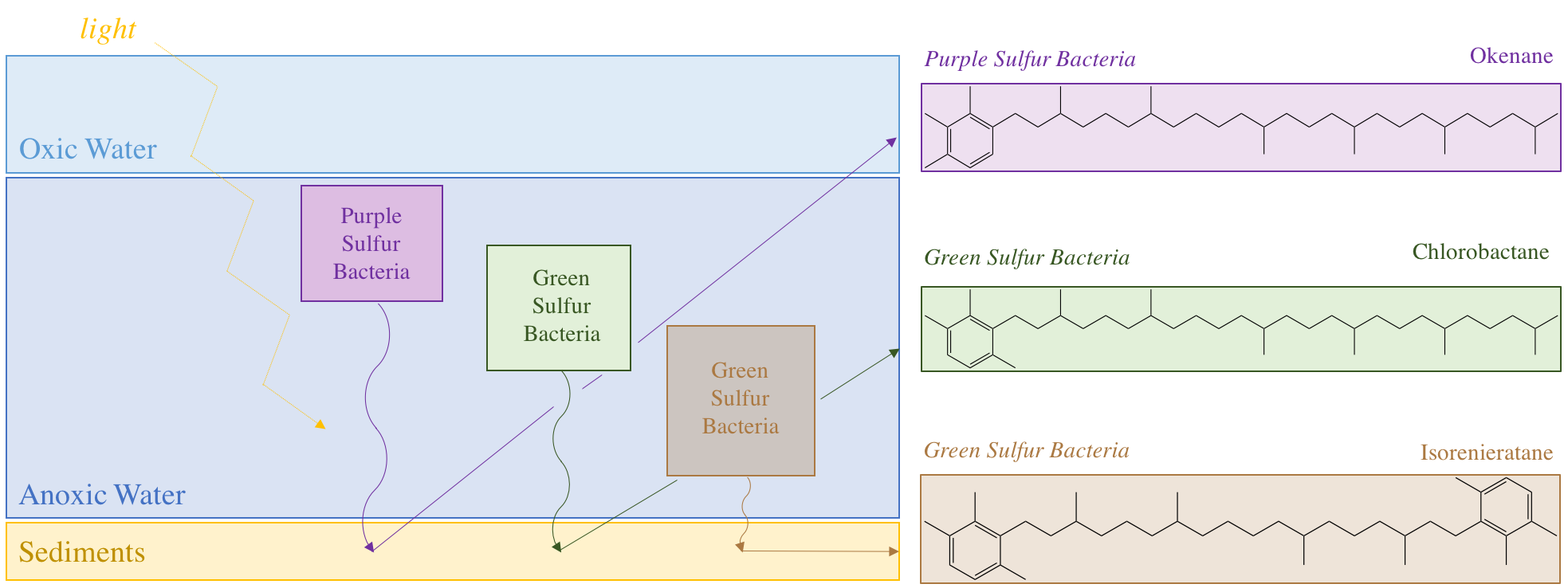
تعتبر الصبغات الأرجوانية والخضراء من البكتيريا المختزلة للكبريت دليلاً قوياً على الظروف البيئية

تترك البكتيريا مثل بكتيريا الكبريت الخضراء وبكتيريا الكبريت الأرجوانية، والتي توجد حيث تتداخل المنطقة الضوئية مع كتل المياه الأوكسينية، أصباغًا خلفها في الرواسب. يمكن استخدام هذه الصبغات لتحديد الظروف البيئية السابقة. الأصباغ المستخدمة لتحديد وجود البكتيريا الكبريتية الخضراء في الماضي هي الكلوروباكتان والإيزورينيريتين. الأصباغ المستخدمة لتحديد وجود البكتيريا الكبريتية الأرجوانية في الماضي هي أوكينان.

#### جيوكيمياء الحديد
البيريت (FeS 2) هو معدن يتكون من تفاعل كبريتيد الهيدروجين (H 2 S) والحديد الحيوي (Fe 2+). في المياه السفلية السامة، لا يمكن أن يتشكل البيريت إلا في الرواسب التي يتواجد فيها H 2 S. ومع ذلك، في البيئات الأوكسينية الغنية بالحديد، يمكن أن يحدث تكوين البيريت بمعدلات أعلى في كل من عمود الماء وفي الرواسب بسبب التركيزات الأعلى من H 2 S. لذلك يمكن الاستدلال على وجود الظروف البيئية من خلال نسبة الحديد المرتبط بالبيريت إلى إجمالي الحديد في الرواسب. يمكن استخدام النسب العالية من الحديد المرتبط بالبيريت كمؤشر على الظروف البيئية السابقة. وبالمثل، إذا كان >45% من الحديد الحيوي في الرواسب مرتبطًا بالبيريت، فيمكن استنتاج وجود ظروف خالية من الأكسجين أو الأكسجين. على الرغم من فائدتها، لا تقدم هذه الطرق دليلاً قاطعًا على وجود اليوكسينيا لأن ليس كل المياه اليوكسينية تحتوي على نفس تركيزات الحديد الحيوي المتاح. وقد وجد أن هذه العلاقات موجودة في البحر الأسود الحديث.

## الأحداث البيئية في تاريخ الأرض

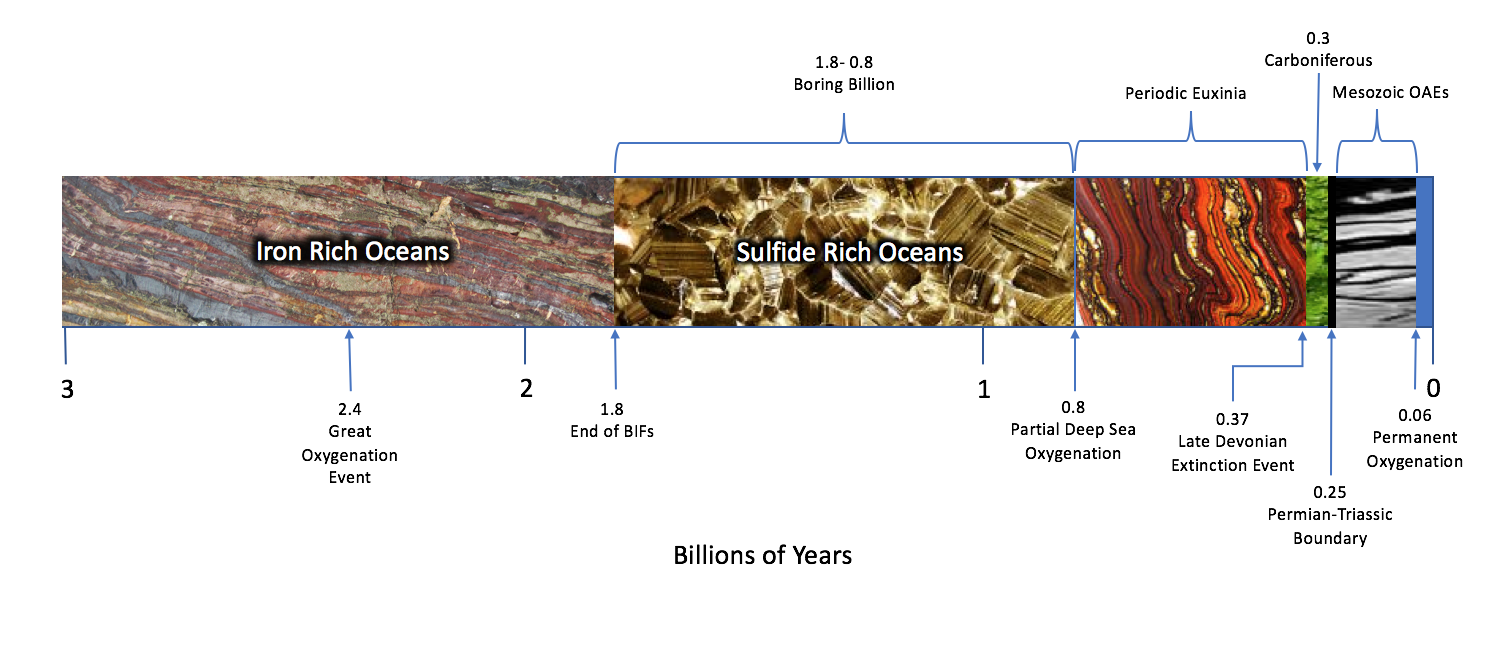
وجود الأوكسينيا في محيطات العالم العميقة القديمة. وفقًا لكانفيلد، أصبح المحيط العميق كبريتيًا منذ حوالي 1.8 مليار سنة، وظل على هذا الحال طوال معظم المليار سنة الماضية. هيمنت الأوكسينيا الدورية خلال أحداث كيلواسر في أواخر العصر الديفوني، ثم اختفت على الأرجح خلال العصر الكربوني. عادت الأوكسينيا للظهور عند الحدود بين العصرين البرمي والترياسي، وربما كانت موجودة خلال أحداث نقص الأكسجين في المحيطات في العصر الوسيط. تُعد الأوكسينيا نادرة في محيطات حقبة الحياة الحديثة. مقتبس من ليونز، 2008.

### العصر البروتيروزوي
العصر البدائي هو العصر الانتقالي بين المحيطات الخالية من الأكسجين والمحيطات المشبعة بالأكسجين. النموذج الكلاسيكي هو أن نهاية تكوينات الحديد المخططة (BIFs) كانت بسبب حقن الأكسجين في أعماق المحيط، وهو تأخير يبلغ حوالي 0.6 مليار سنة خلف حدث الأكسجين العظيم. ومع ذلك، زعم كانفيلد أن نقص الأكسجين استمر لفترة أطول بكثير، وأن نهاية تكوينات الحديد المخططة كانت بسبب إدخال الكبريتيد. ودعمًا لفرضية كانفيلد الأصلية، تم العثور على سجلات رسوبية عمرها 1.84 مليار سنة في مجموعة أنيميك في كندا والتي تظهر تقريبًا عملية البيروكسيد الكاملة فوق آخر التكوينات الحديدية المخططة، مما يُظهر دليلاً على الانتقال إلى الظروف البيئية في هذا الحوض. من أجل أن يحدث البيريت بشكل كامل، يتم تحويل كل الكبريتات تقريبًا الموجودة في الماء إلى كبريتيد، مما يؤدي إلى نزع الحديد من الماء، وتشكيل البيريت. نظرًا لأن هذا الحوض كان مفتوحًا على المحيط، فقد تم تفسير وجود اليوكسينيا العميقة على أنها ظاهرة واسعة الانتشار. من المفترض أن هذه اليوكسينيا استمرت حتى حوالي 0.8 مليار سنة مضت، مما يجعل اليوكسينيا في قاع الحوض سمة واسعة الانتشار محتملة في جميع أنحاء المليار الممل.
تم اكتشاف المزيد من الأدلة على وجود اليوكسينيا في حوض ماك آرثر في أستراليا، حيث تم العثور على كيمياء الحديد المماثلة. كانت درجة البيريتة وδ34S مرتفعتين، مما يدعم وجود نقص الأكسجين والكبريتيد، بالإضافة إلى استنفاد الكبريتات. توصلت دراسة مختلفة إلى وجود مؤشرات حيوية لبكتيريا الكبريت الخضراء ‏ وبكتيريا الكبريت الأرجوانية في نفس المنطقة، مما يوفر المزيد من الأدلة على اختزال الكبريتات إلى كبريتيد الهيدروجين.
وقد تم استخدام نظائر الموليبدينوم لفحص توزيع الكائنات الحية البعيدة في الدهر البروتيروزوي، وتشير إلى أن الكائنات الحية البعيدة ربما لم تكن منتشرة على نطاق واسع كما افترض كانفيلد في البداية. ربما كانت المياه السفلية أكثر عرضة لنقص الأكسجين من المياه الخالية منه، وقد يكون هناك ردود فعل سلبية بين الكائنات الحية الدقيقة ومستويات عالية من الإنتاج الأولي السطحي اللازم للحفاظ على الظروف الحية الدقيقة. أشارت دراسات أخرى إلى أنه منذ 700 مليون سنة (أواخر العصر البروتيروزوي) وما بعده، ربما كانت المحيطات العميقة في الواقع خالية من الأكسجين وغنية بالحديد في ظل ظروف مماثلة لتلك التي حدثت أثناء تكوين BIFs.

### العصر الفانروزوي
هناك أدلة على وقوع أحداث بيئية متعددة خلال العصر الفانروزوي. من المرجح أن تكون اليوكسينيا قد حدثت بشكل دوري خلال العصر الباليوزوي والعصر الوسيط، ولكن البيانات الجيولوجية نادرة للغاية بحيث لا يمكن استخلاص أي استنتاجات واسعة النطاق. في هذا العصر، هناك بعض الأدلة على أن الأحداث البيئية قد تكون مرتبطة بأحداث الانقراض الجماعي بما في ذلك العصر الديفوني المتأخر والعصر البرمي الثلاثي.

#### حقبة الحياة القديمة
دعمت الأدلة التي عُثر عليها على منصة نهر اليانغتسي في جنوب الصين الوجود الدوري لظروف الحياة البرية في العصر الكامبري السفلي. وتُقدم نظائر الكبريت خلال فترة الانتقال من العصر البروتيروزوي إلى العصر الفانروزوي دليلاً على انتشار الحياة البرية على نطاق واسع، وربما استمر طوال العصر الكامبري. مع اقتراب نهاية العصر الكمبري السفلي، ازداد عمق الطبقة الكيميائية الأوكسينية حتى اقتصر وجود الأوكسينية على الرواسب، وبمجرد أن أصبحت الكبريتات مُحددة، أصبحت الظروف خالية من الأكسجين بدلاً من الأوكسينية. أصبحت بعض المناطق في النهاية أكسجينية، بينما عادت مناطق أخرى إلى الأوكسينية لفترة من الوقت.

#### العصر الوسيط
تشتهر حقبة الدهر الوسيط بأحداث نقص الأكسجين في المحيطات (OAEs) المميزة التي أدت إلى دفن طبقات من الصخر الزيتي الأسود. على الرغم من أن هذه الأحداث الضارة المفتوحة لا تشكل دليلاً مستقلاً على تكوين الأوكسينين، إلا أن العديد منها يحتوي على مؤشرات حيوية تدعم تكوين الأوكسينين. مرة أخرى، الأدلة ليست عالمية. ربما تكون الأحداث البيئية البحرية قد حفزت انتشار الكائنات الحية الدقيقة الموجودة، وخاصة في المناطق الصاعدة أو الأحواض شبه المقيدة، ولكن الكائنات الحية الدقيقة في المنطقة الضوئية لم تحدث في كل مكان.

#### حقبة الحياة الحديثة
هناك عدد قليل من حلقات الحياة البرية الواضحة في السجل الرسوبي خلال حقبة الحياة الحديثة. منذ نهاية الأحداث البيئية الخطيرة في العصر الطباشيري، من المرجح أن مياه قاع المحيط ظلت أكسدة.

## اليوكسينيا الحديثة
اختفت الظروف البيئية المحيطة بالأرض تقريبًا من بيئات المحيطات المفتوحة، ولكن لا تزال هناك أمثلة قليلة منها على نطاق صغير حتى يومنا هذا. تشترك العديد من هذه المواقع في خصائص بيوكيميائية مشتركة. على سبيل المثال، تعتبر المعدلات المنخفضة للانقلاب والاختلاط الرأسي لعمود الماء الإجمالي شائعة في المسطحات المائية البيئية. تسمح نسبة مساحة السطح الصغيرة إلى العمق بتكوين طبقات مستقرة متعددة مع الحد من الانقلاب الناتج عن الرياح والدورة الحرارية الملحية. علاوة على ذلك، يعمل الخلط المقيد على تعزيز الطبقات الطبقية ذات الكثافة الغذائية العالية والتي يتم تعزيزها من خلال إعادة التدوير البيولوجي. داخل الطبقة الكيميائية، تستفيد الكائنات الحية المتخصصة للغاية مثل بكتيريا الكبريت الأخضر ‏ من التدرج القوي لإمكانات الأكسدة والاختزال وأشعة الشمس الضئيلة.

### البحر الأسود

خريطة للبحر الأسود تُظهر الأنهار العديدة التي تُغذي الحوض بالمياه العذبة منخفضة الكثافة، بالإضافة إلى مضيق البوسفور الضيق في الجنوب الغربي الذي يُغذي الحوض بالمياه المالحة عالية الكثافة. يُسهم هذا في التقسيم الطبقي والتكوينات السطحية الموجودة في البحر الأسود الحديث.

يُعد البحر الأسود نموذجًا حديثًا شائع الاستخدام لفهم العمليات البيوكيميائية التي تحدث في ظل الظروف البيئية. يُعتقد أنه يمثل ظروف المحيطات الأولية للأرض وبالتالي يساعد في تفسير الوكلاء المحيطيين. تحتوي رواسب البحر الأسود على تفاعلات أكسدة-اختزال على أعماق تصل إلى عشرات الأمتار، مقارنة بسنتيمتر واحد في المحيط المفتوح. هذه الميزة الفريدة مهمة لفهم سلوك سلسلة الأكسدة والاختزال في ظل الظروف البيئية.

### بحيرات ميروميتيك

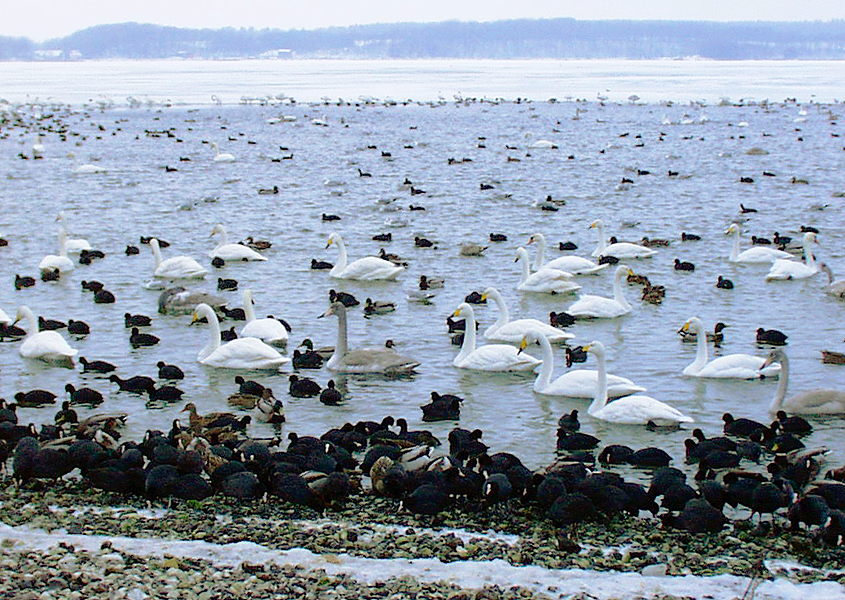
غالبًا ما ينتج مضيق مارياجر رائحة «البيض الفاسد» في الصيف بسبب محتوى الكبريت.

بحيرات الميروميكتيك هي مسطحات مائية مختلطة بشكل سيئ وخالية من الأكسجين مع طبقات عمودية قوية. في حين يتم تصنيف البحيرات الميروميكية في كثير من الأحيان على أنها مسطحات مائية ذات إمكانات لظروف إيجابية، إلا أن العديد منها لا تظهر أي ظروف إيجابية. تشتهر بحيرات الميروميكتيك بالثورات البركانية. تتزامن هذه الأحداث عادةً مع النشاط التكتوني أو البركاني القريب الذي يزعزع الطبقات المستقرة للبحيرات المروميكية. يمكن أن يؤدي هذا إلى إطلاق تركيزات هائلة من الغازات السامة المخزنة من المياه السفلية الخالية من الأكسجين، مثل ثاني أكسيد الكربون وكبريتيد الهيدروجين، وخاصة من البحيرات الميروميتية الأوكسينية. في تركيزات عالية بما فيه الكفاية، يمكن أن تكون هذه الانفجارات المائية قاتلة للإنسان والحيوان، مثل كارثة بحيرة نيوس في عام 1986.

### مضايق بحر الشمال
تتطور بعض المضايق إلى خلجان بعيدة إذا تم تقييد الاتصال بالمحيط المفتوح، على غرار حالة البحر الأسود. يمنع هذا الانقباض اختلاط المياه المحيطية الغنية بالأكسجين والكثيفة نسبيًا بالمياه السفلية للمضيق، مما يؤدي إلى طبقات طبقية مستقرة في المضيق. تشكل مياه الذوبان ذات الملوحة المنخفضة عدسة من المياه العذبة ذات الكثافة المنخفضة فوق كتلة أكثر كثافة من المياه السفلية. تشكل المصادر الأرضية للكبريت أيضًا سببًا مهمًا لوجود اليوكسينيا في المضايق.

#### مضيق فرامفارين
وُلِد هذا المضيق كبحيرة جليدية انفصلت عن المحيط المفتوح (بحر الشمال) عندما تم رفعه أثناء ارتداد الجليد. تم حفر قناة ضحلة (عمقها 2 متر) في عام 1850، مما أدى إلى توفير اتصال هامشي مع بحر الشمال. تفصل طبقة بيكنوكلين القوية المياه السطحية العذبة عن المياه السفلية المالحة الكثيفة، وتقلل هذه الطبقة من الاختلاط بين الطبقات. تستمر الظروف الخالية من الأكسجين أسفل الطبقة الكيميائية على عمق 20 مترًا، ويحتوي المضيق البحري على أعلى مستويات كبريتيد الهيدروجين في العالم البحري الخالي من الأكسجين. كما هو الحال في البحر الأسود، فإن التداخل الرأسي بين الأكسجين والكبريت محدود، ولكن انخفاض H 2 S الذي يقترب من الطبقة الكيميائية من الأسفل يشير إلى أكسدة H 2 S، والتي تُعزى إلى أكاسيد المنجنيز والحديد، والبكتيريا الضوئية ذاتية التغذية، وحمل الأكسجين أفقيًا من حدود المضيق. وتتشابه عمليات الأكسدة هذه مع تلك الموجودة في البحر الأسود.

#### مضيق مارياجر
يتميز هذا المضيق بطبقة كيميائية متحركة للغاية ذات عمق يُعتقد أنه مرتبط بتأثيرات درجة الحرارة. تشير التقارير المحلية عن رائحة البيض الفاسد القوية – رائحة الكبريت – خلال العديد من فصول الصيف حول المضيق إلى وجود أدلة على أن الطبقة الكيميائية، مثل مضيق فرامفارين، اخترقت سطح المضيق خمس مرات على الأقل في القرن الماضي. أدى تصدير الرواسب خلال هذه الأحداث إلى زيادة تركيزات الفوسفات المذابة والنيتروجين الحيوي غير العضوي والمواد المغذية الأخرى، مما أدى إلى ازدهار الطحالب الضارة.

### حوض كارياكو
تم استخدام حوض كارياكو في فنزويلا لدراسة دورة المواد العضوية في البيئات البحرية البيئية. من المحتمل أن الزيادة في الإنتاجية المتزامنة مع تحميل العناصر الغذائية بعد العصر الجليدي تسببت في انتقال من الظروف المؤكسدة إلى الظروف الخالية من الأكسجين ثم الظروف المؤكسدة قبل حوالي 14.5 ألف عام. تؤدي الإنتاجية العالية على السطح إلى إنتاج أمطار من المواد العضوية الجسيمية إلى السطح السفلي حيث تستمر الظروف الخالية من الأكسجين والكبريتيد. تتأكسد المادة العضوية في هذه المنطقة بالكبريتات، مما ينتج عنه الكبريت المختزل (H 2 S) كمنتج نفايات. يتواجد الكبريت الحر في أعماق عمود الماء وحتى عمق 6 أمتار في الرواسب.